# Мимизан
Мимизан (фр. Mimizan, окс. Mamisan) — коммуна на юго-западе Франции в департаменте Ланды (регион Аквитания). Мимизан расположен в границах исторического края Пеи-де-Борн в природной области Гасконские Ланды.
Коммуна разделена на два района Mimizan-Bourg и Mimizan-Plage, причём последний является одним из главных морских курортов Серебряного берега Франции.
Русский генерал Антон Иванович Деникин с семьёй жил в Мимизане в годы Второй мировой войны, до своего переезда в США.

## География
Коммуна Мимизан расположена на побережье Ландов на территории исторического края Пеи-де-Борн в 87 километрах юго-западнее столицы Аквитании города Бордо. Мимизан называют «жемчужиной Серебряного берега» Франции. Мимизанский ручей является истоком из озера Орельян (фр. lac d'Aureilhan) и впадает в Атлантический океан.
Подобно другим прибрежным городам Ландов, территория Мимизана разделена на две части — исторический центр (Mimizan-bourg), расположенный на некотором удалении от океана, являющийся административным и торговым центром коммуны, и курортная часть (Mimizan-plage), которая развивалась по мере роста туризма. Между этими двумя районами проложена департаментская дорога длиной 5 километров, вдоль которой построены жилые кварталы. Площадь лесного массива на участке между двумя районами стабильно уменьшается с каждым годом.

### Мимизанский ручей
Мимизанский ручей — речка около 7 километров в длину, вытекающая из озера Орельян и впадающая в Атлантический океан. Она делит курортный район Mimizan Plage и его 10-километровый пляж на «северную часть», где летом сосредоточена большая часть развлечений, и на «южную часть», где проходит размеренная курортная жизнь. Являясь водовыпуском озера Орельян, Мимизанский ручей также служит косвенным водоотливом для озёр северной части Ландов. В эстуарии речки в период между 1871 и 1873 годами была возведена плотина для регулировки водосброса.

### Пляжи
Длина пляжной полосы на территории коммуны Мимизан составляет 10 километров. На побережье океана с севера на юг расположены следующие пляжи:
- севернее ручья: plage Remember, plage des Ailes, plage de la Garluche;
- южнее ручья: plage des Goëlands, plage des Mouettes, plage Sud, plage de Lespecier (в 6 километрах).

Другие пляжи расположены на берегах ручья и на озере Орельян.

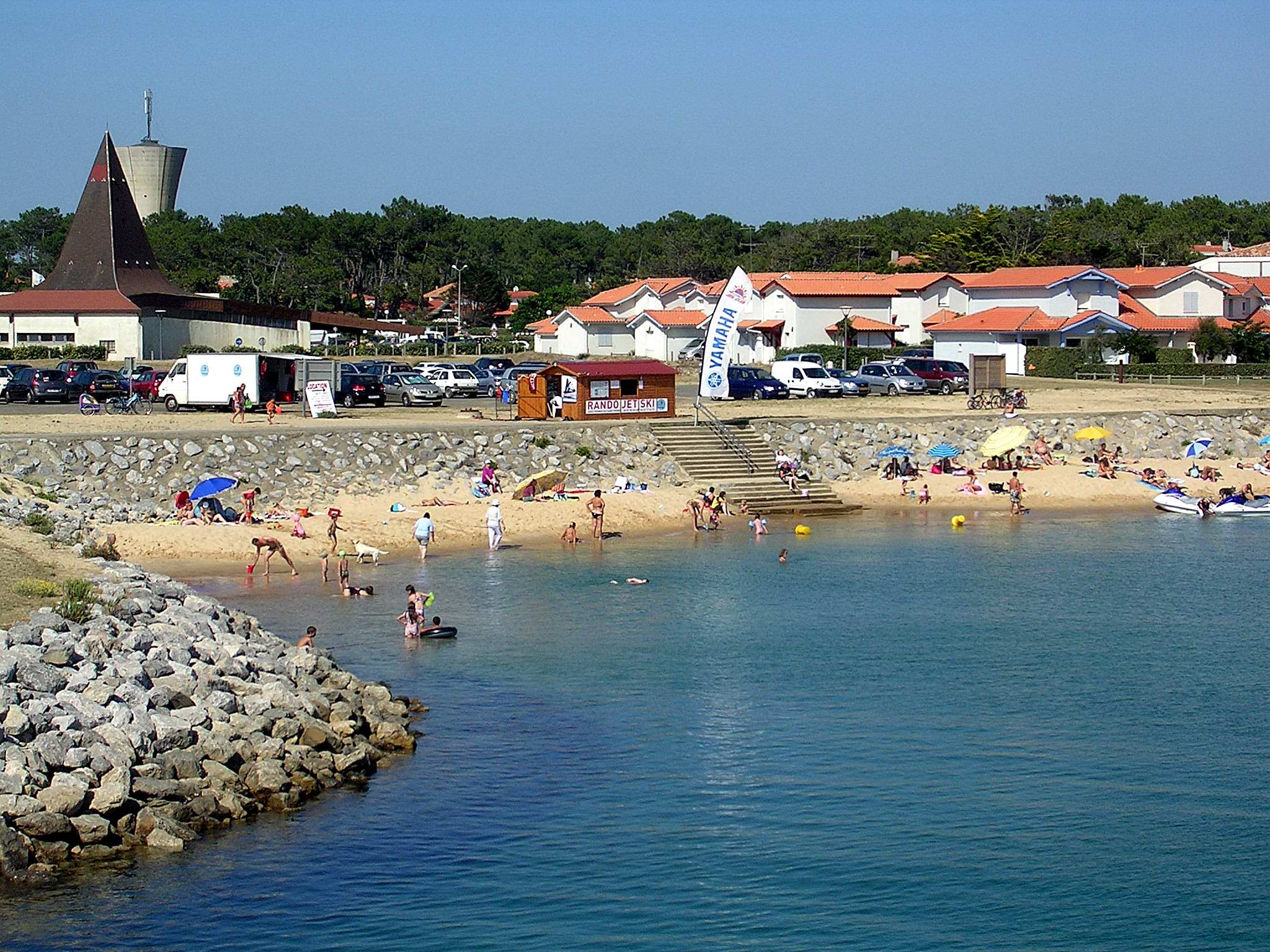
Детский пляж на Мимизанском ручье
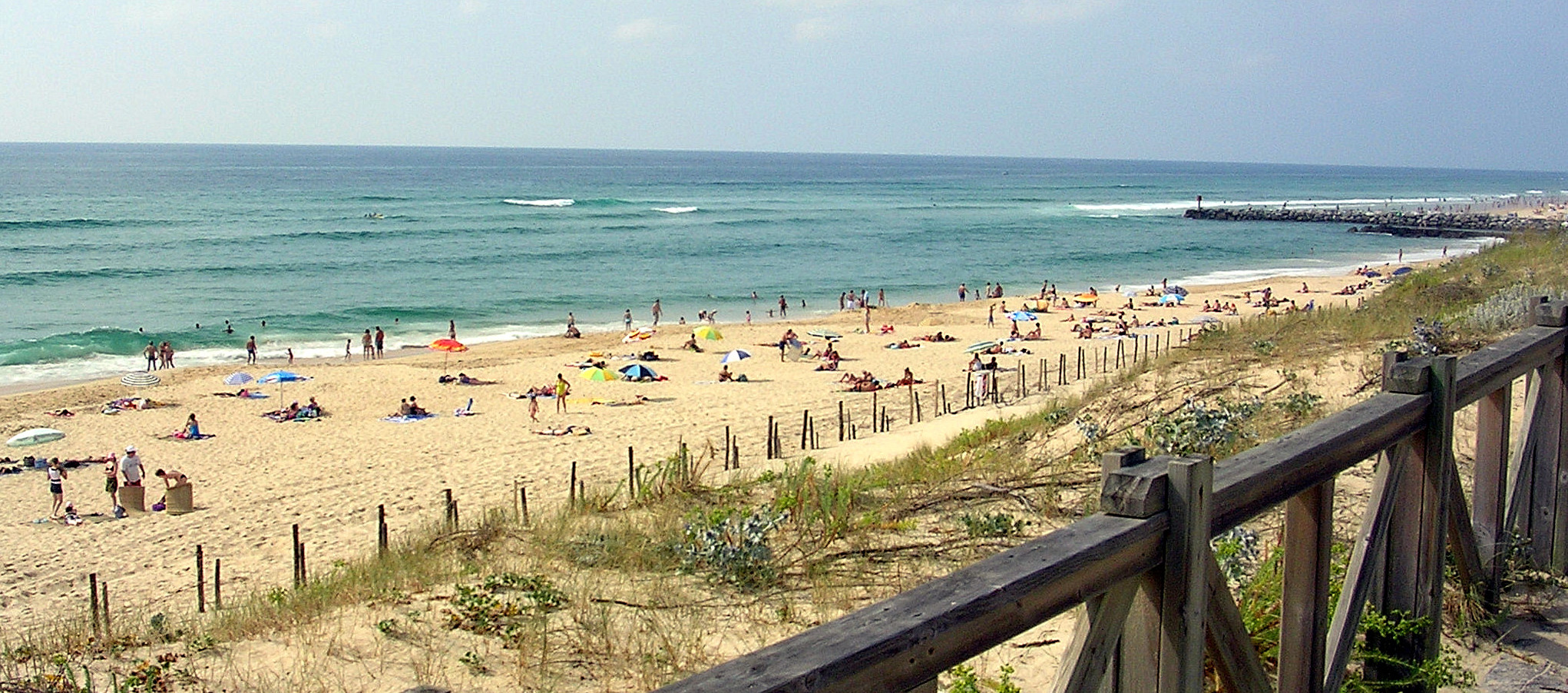
Южный пляж в Мимизане
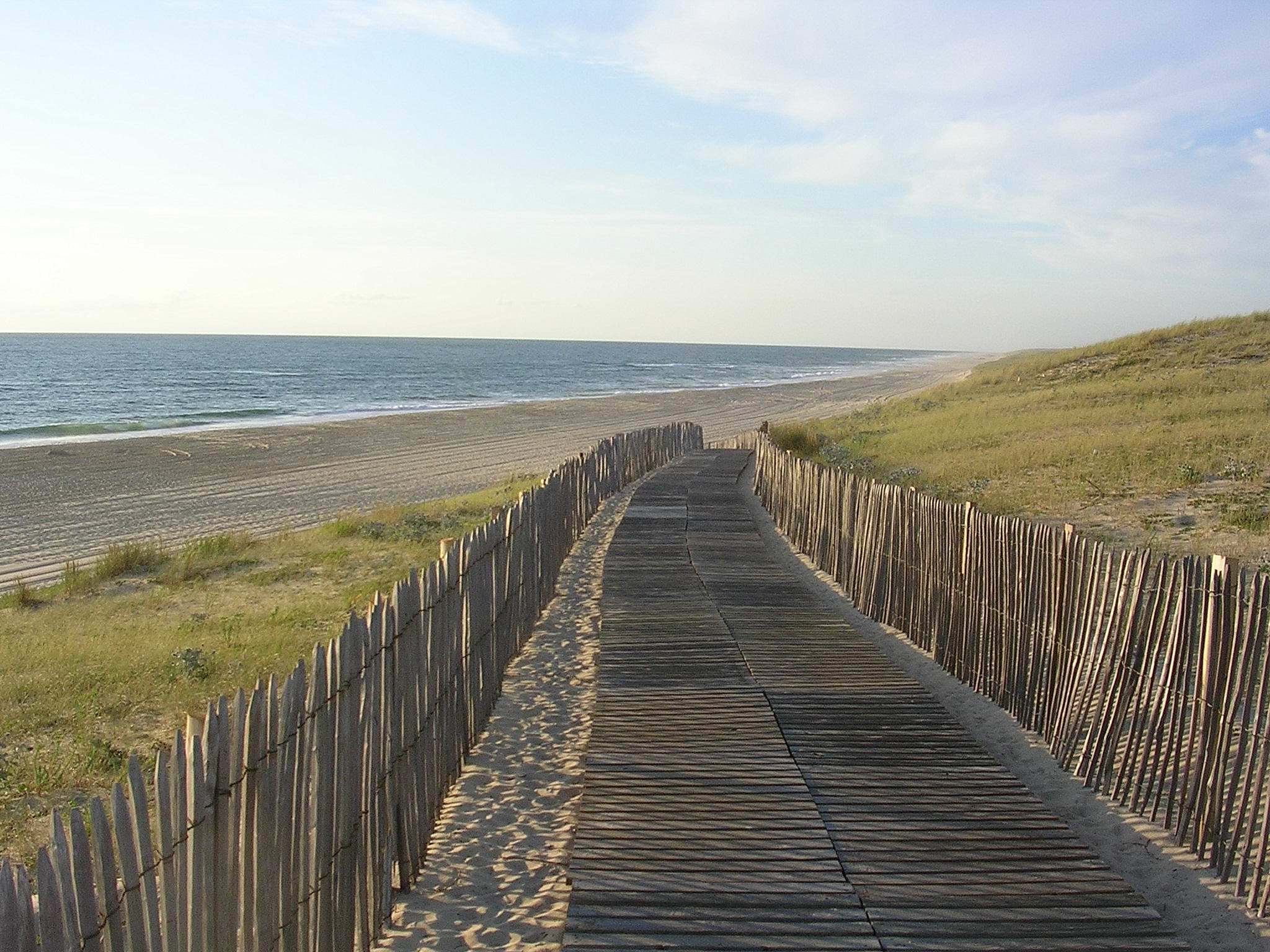
Самый отдалённый (в 6 км) пляж Мимизана (plage de Lespecier)

## История
В VII веке Мимизан был одним из самых оживлённых морских портов на атлантическом побережье. Большая часть его жителей жила сельским хозяйством и рыбной ловлей и такой уклад продолжался вплоть до начала XX века. По мере роста потока туристов и становления французского Серебряного берега здесь стал развиваться морской курорт.

### Центральный посёлок (Mimizan-Bourg)
В районе старой церкви Нотр-Дам (сейчас, мимизанская колокольня) находился очень оживлённый морской порт. В XVIII веке его акватория была заполнена песком в ходе наступления песчаных дюн и обмелела. Старая церковь была построена в XI веке. Около 1010 года монахи, ушедшие из аббатства Сен-Севе обосновались в Мимизане и построили возле церкви приорство, которое стало центром совте (вольного поселения). Границы совте были отмечены девятью каменными межевыми столбами, имевшими форму пирамиды высотой более 4 метров. В наше время осталось только 5 таких столбов и они внесены в дополнительный список исторических памятников Франции ( Записан (1941)).
Селение было остановочным пунктом на паломническом пути к могиле апостола Иакова. Высота и великолепие бывшей церкви, от которой сейчас осталась только малая колокольня портика, свидетельствуют о важности этого места в ту эпоху. Большая колокольня, разрушенная бурей в 1790 году, была видна с моря и служила маяком и створным знаком, помогая мореплавателям.

### Курортный район (Mimizan-Plage)
В годы Прекрасной эпохи был основан морской курорт Мимизан-ле-Бен (фр. Mimizan-les-Bains), который сейчас является районом Мимизана под названием Mimizan-Plage. Успеху курорта способствовало строительство железной дороги (в наше время не существует), популярность морских купаний и насыщенный йодом воздух, полезный для больных туберкулёзом.
В 1904 году город обзавёлся сооружениями для морских купаний, построенными на пляже из дерева. Благодаря им Мимизан получил широкую известность. Эти сооружения были разрушены в ходе сильного шторма 1922 года и им на смену пришло «водолечение в Мимизане». Построенная на берегу речки водолечебница была открыта 5 августа 1923 года. 9 января 1924 года её левое крыло было уничтожено сильным штормовым нагоном.
20 марта 1905 года французский журналист и поэт Морис Мартен придумал и озвучил на собрании журналистов и местных «нотаблей» выражение Серебряный берег, объединившее вереницу гасконских поселений на атлантическом берегу. 10 июля 1913 года Мимизан был объявлен первым климатическим курортом в Ландах. В Мимизане была создана отраслевая промышленная палата, членами которой стали владельцы отелей, содержатели меблированных комнат, торговцы и сезонные рабочие, а её целью стало развитие курорта. В 1921 году в Мимизане было образовано Объединение по обслуживанию туристов.
Под влиянием роста населения муниципалитет решил продлить пляжи к югу от Мимизанского ручья. Одновременно с этим был начат проект строительства большого крытого рынка, городской площади и зала собраний. Новый рынок был открыт в 1931 году.
16 июня 1929 года на северном пляже Мимизана совершили вынужденную посадку три пилота, вылетевшие из американского тауна Олд-Орчард-Бич на самолёте «Oiseau Canari». Таким образом они стали первыми французами, совершившими воздушный перелёт из Америки в Европу. Памятник в форме крыльев, посвящённый этому событию, был открыт в Мимизане 21 июня 1931 года.

### Железная дорога
Железнодорожная ветка, связавшая город Лабуйер и Мимизан, была введена в эксплуатацию 21 июля 1889 года. Поскольку возросло количество путешествующих, в Мимизане открыли четыре отеля. Из-за растущего увлечения морскими купаниями, которые вошли в моду в 1880-х годах, потребовалось продлить железную дорогу до пляжа. На самом деле, добраться из центрального посёлка Мимизана до курортного района в то время было непростой задачей, поскольку требовалось преодолеть 7 километров мощёной дороги и перейти через мост, построенный в 1879 году.
В 1895 году городские власти задумали построить металлический железнодорожный мост, но смета проекта оказалась слишком высока и было выбрано временное решение — в 1901 году построили деревянный пешеходный мост. Он разрушился в 1908 году. 28 мая 1903 года муниципалитет принял финальный проект организации железнодорожного пути к пляжу, согласно которому предполагалось построить:
- полустанок в районе современной бумажной фабрики;
- железнодорожную станцию на южном пляже;
- металлический мост и дорогу в курортном районе;
- вокзал в курортном районе на северном пляже.

Участок железной дороги между районами Mimizan-Bourg и Mimizan-Plage был пущен в эксплуатацию 28 июля 1907 года, а в следующем году построили железнодорожный мост, который позволил путешественникам добираться на вокзал курортного района. В 1934—1935 годах по этой ветке пустили экскурсионные поезда. По воскресеньям в течение летних месяцев по этой ветке проходил дизельный состав напрямую в Мон-де-Марсан. Начиная с 1 апреля 1960 года пассажирские перевозки на этой линии были прекращены. Транспортная компания Ландов (RDTL) организовала автобусные перевозки в некоторых направлениях.

## Экономика
Значительную долю в экономическом секторе Мимизана занимает освоение лесного хозяйства:
- Производство бумажной массы (компания Gascogne Paper)
- Производство бумажных и пластиковых мешков (компания Gascogne Sack)
- Лесозаготовка, лесопилки, производство паркета и обшивочных панелей (компании Verniland, Plantier)

Среди других направлений экономической активности в Мимизане стоит отметить:
- Туризм (морской курорт в районе Mimizan-Plage)
- Технопарк Борна для развития всех видов деятельности, промышленной и кустарной.
- Аэродром Мимизана, открытый для полётов 17 июня 1970 года[4].

## Достопримечательности
В Мимизане открыто два музея:
- Дом культурного наследия
- Музей при колокольне

Объекты религиозного наследия:
Район Mimizan-Bourg
- Колокольня старинной церкви приорства Мимизана, (XI—XIII века), классифицированная как исторический памятник (частично в 1903 году и целиком в 1990 году) и внесённая в список объектов Всемирного наследия ЮНЕСКО в 2000 году, как часть Пути Святого Иакова.
- Церковь Нотр-Дам (1887—1891 годы)

Район Mimizan-Plage
- Церковь Нотр-Дам в дюнах (1967—1968 годы)
- Капелла у моря, старинная часовня из дерева (1896 год)

### Памятники гражданской архитектуры
- Шато Вулсак, старинный охотничий замок, построенный в 1911 году на берегу озера Орельян (фр. lac d’Aureilhan) Хью Ричардом Гровенором, 2-м герцогом Вестминстером.
- Пять уцелевших межевых столбов, так называемых, пирамид совте, построенных из местного гарлюша и датированных 1009 годом; внесены в дополнительный список исторических памятников в 1941 году.
- Памятник Крылья установлен на пляже plage des Ailes в память о вынужденной посадке на этом пляже самолёта Oiseau Canari 16 июня 1929 года. За 30 часов до происшествия самолёт вылетел из американского тауна Олд-Орчард-Бич имея цель пересечь Северную Атлантику, и был вынужден аварийно приземлиться на мимизанском пляже из-за нехватки топлива, вызванной наличием на борту незаконного пассажира. Памятник был воздвигнут по предложению ландского пионера авиации Анри Фарбо и по проекту архитектора Пьера Деспрюно. Торжественное открытие состоялось 21 июня 1931 года[5].
- Здание крытого рынка, построенное в 1931 году.
- Старая водолечебница.
- Вилла La Vigie на углу Мимизанского ручья и северного пляжа.
- Самым старым домом в Мимизане является сооружение XVI века, расположенное на месте бывшего приорства. В этом здании жили монахи.

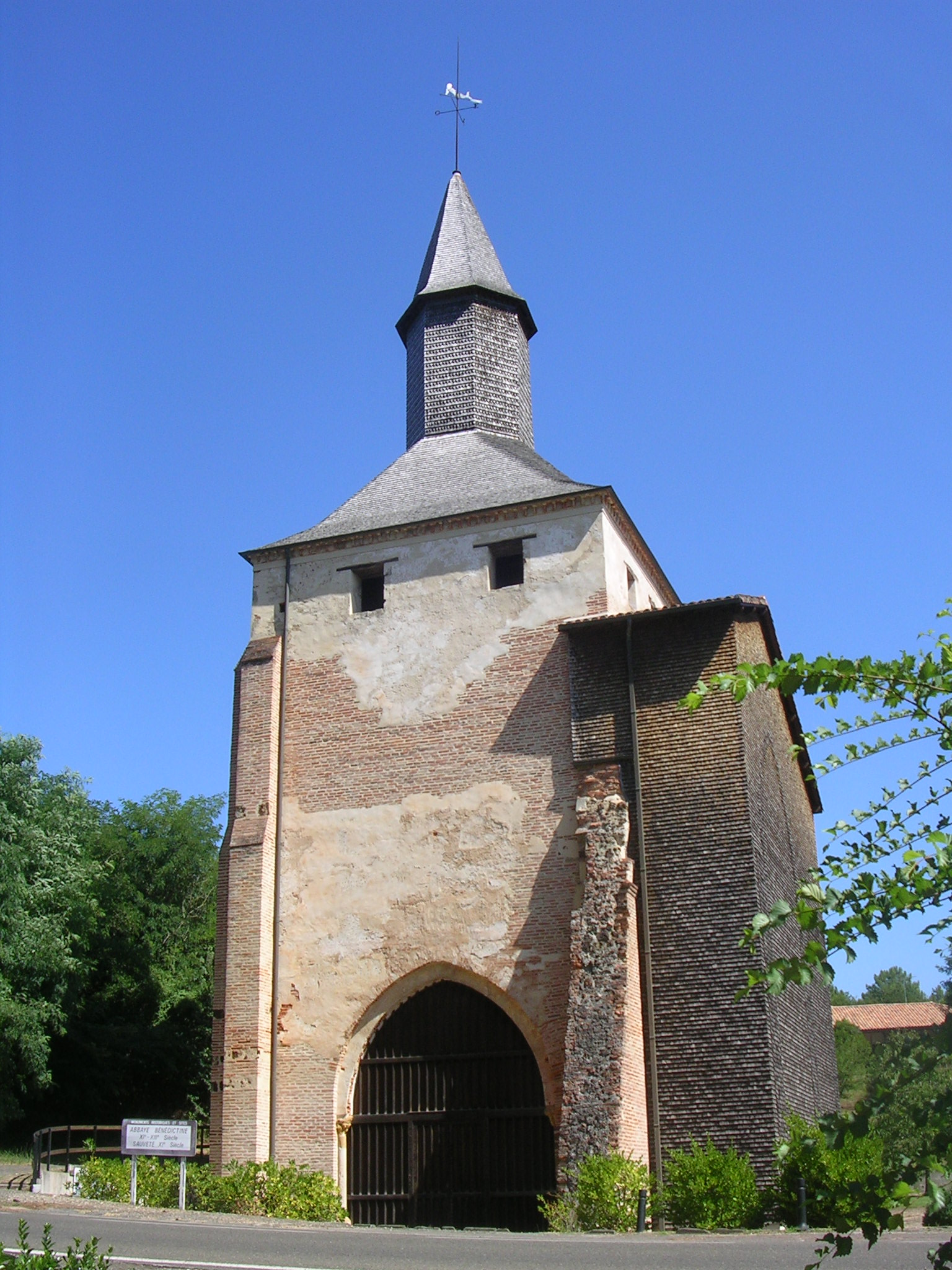
Колокольня Мимизана
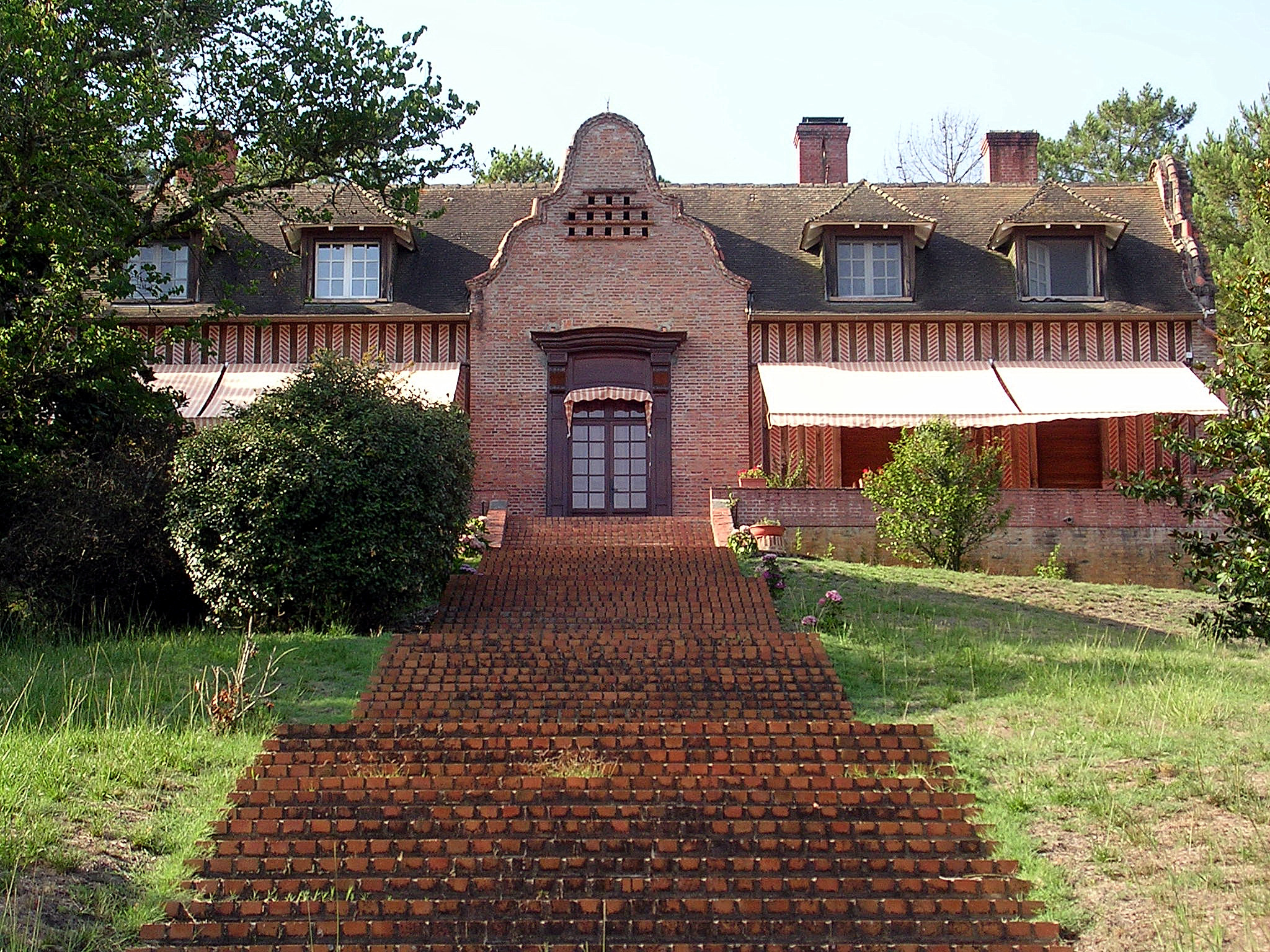
Шато Вулсак, охотничий домик герцогов Вестминстер
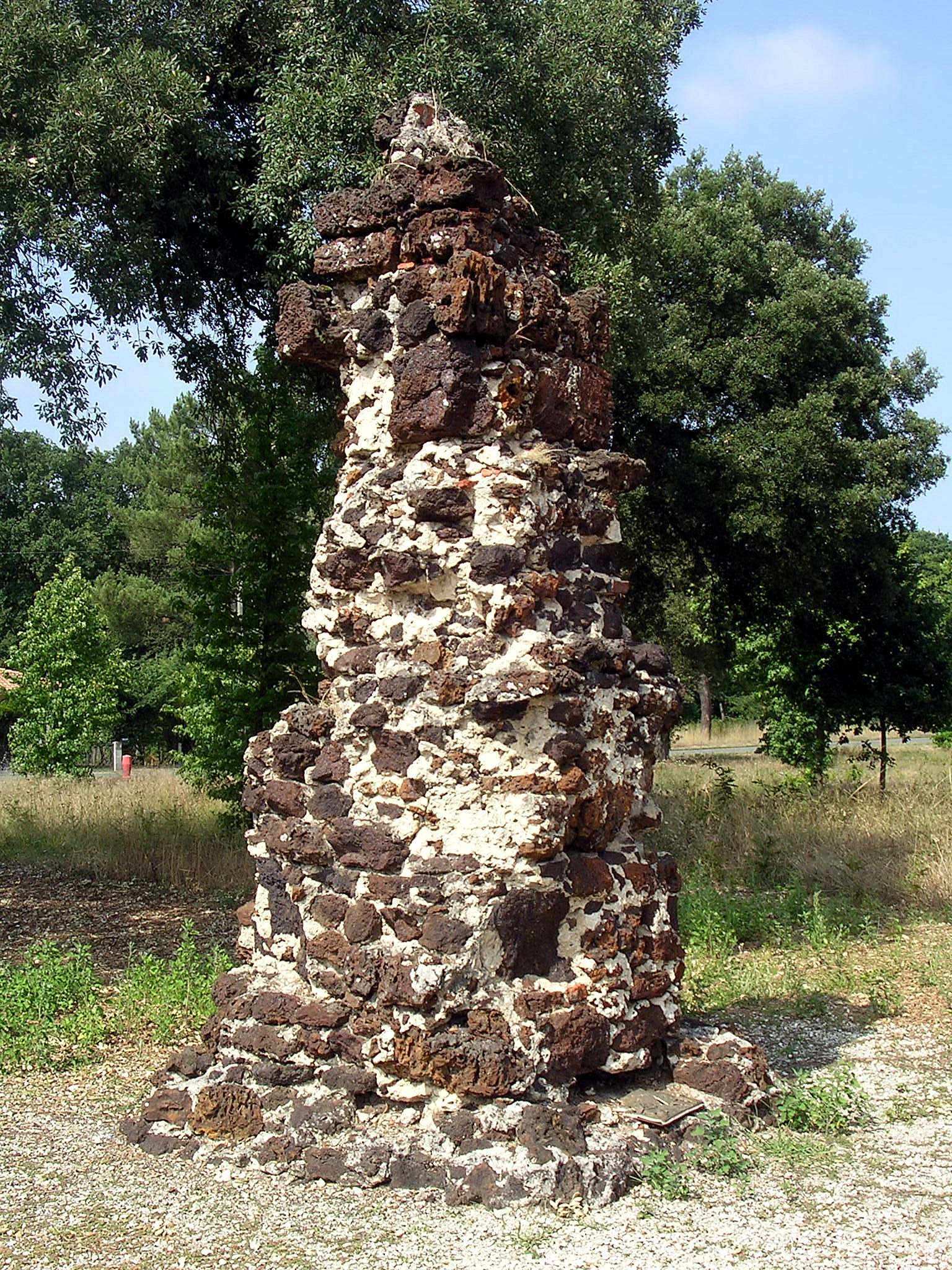
Пирамида совте Мимизана (1009 год)
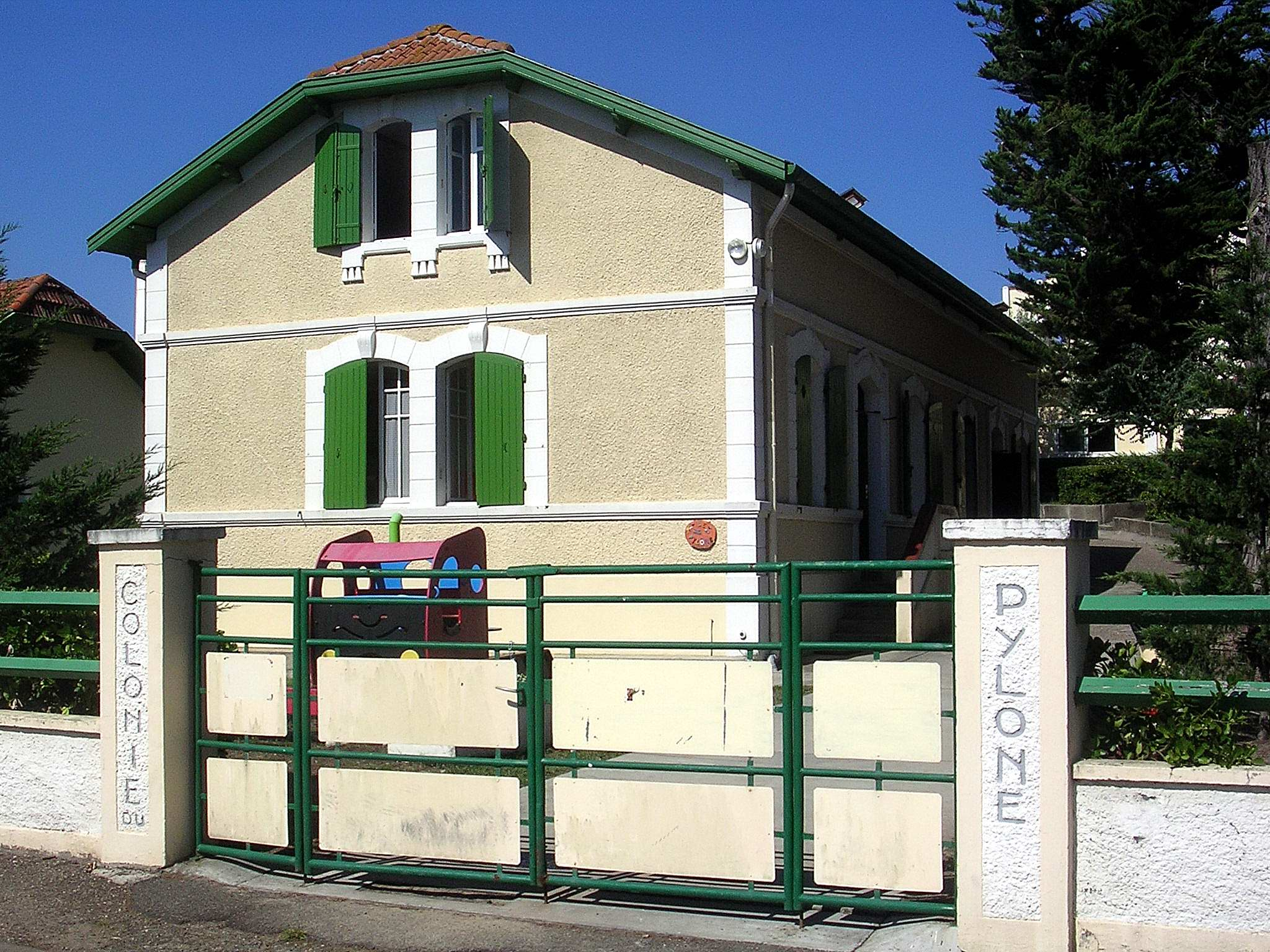
Дом, арендованный Коко Шанель с 1924 по 1930 год для размещения портних

## События и мероприятия
- Праздник моря, устраивается ежегодно 1 мая
- Троеборье в Мимизане
- Соревнования по сёрфингу и бодиборду в том числе Национальный чемпионат серфинга Германии, Кубок Франции по серфингу, Кубок Франции по бодибордингу и Чемпионат Европы по бодибордингу.
- Фестиваль «Les Mouvementées»
- Ежегодно в конце августа устраивается праздник города, который длится 4-5 дней. В эти дни проходят собрания и демонстрации, к примеру концерты бодега (местный инструмент наподобе волынки), выборы королевы праздника и её шута, фейерверки, детские развлечения.
- В Мимизане имеется арена, на которой устраивается ландская коррида, а начиная с августа 2011 года также и классическая коррида.

## Мимизан в искусстве
- Ряд сцен драмы Под песком режиссёра Франсуа Озона, выпущенной на экраны в 2000 году, были сняты в курортном районе Mimizan-Plage.
- Американская группа Beirut написала песню, названную в честь города Мимизан. Она вошла в сборник Dark was the night.